# Campionati europei di atletica leggera 2014 - 400 metri piani femminili
La gara dei 400 metri piani femminili si è tenuta il 12, 13 e 15 agosto.

## Risultati

### Batterie
| Pos | Batteria | Corsia | Nome                   | Nazione       | Tempo | Note  |
| --- | -------- | ------ | ---------------------- | ------------- | ----- | ----- |
| 1   | 4        | 5      | Olha Zemlyak           | Ucraina       | 51.16 | Q     |
| 2   | 2        | 6      | Christine Ohuruogu     | Gran Bretagna | 51.40 | Q, SB |
| 3   | 1        | 4      | Indira Terrero         | Spagna        | 51.62 | Q, SB |
| 4   | 1        | 3      | Bianca Razor           | Romania       | 51.77 | Q, SB |
| 5   | 1        | 6      | Marie Gayot            | Francia       | 51.80 | Q, SB |
| 6   | 4        | 6      | Aauri Lorena Bokesa    | Spagna        | 51.86 | Q     |
| 7   | 2        | 7      | Libania Grenot         | Italia        | 51.90 | Q     |
| 8   | 3        | 7      | Nataliya Pyhyda        | Ucraina       | 51.95 | Q, SB |
| 9   | 4        | 2      | Esther Cremer          | Germania      | 51.98 | Q     |
| 10  | 3        | 3      | Małgorzata Hołub       | Polonia       | 52.00 | Q     |
| 11  | 1        | 8      | Tatyana Veshkurova     | Russia        | 52.06 | q     |
| 12  | 1        | 5      | Chiara Bazzoni         | Italia        | 52.19 | q, SB |
| 13  | 3        | 4      | Agnė Šerkšnienė        | Lituania      | 52.42 | Q     |
| 14  | 3        | 1      | Floria Guei            | Francia       | 52.42 | q     |
| 15  | 4        | 8      | Justyna Święty         | Polonia       | 52.43 | q     |
| 16  | 2        | 3      | Kseniya Zadorina       | Russia        | 52.57 | Q     |
| 17  | 2        | 4      | Patrycja Wyciszkiewicz | Polonia       | 52.73 |       |
| 18  | 2        | 5      | Cátia Azevedo          | Portogallo    | 52.87 |       |
| 19  | 2        | 8      | Iveta Putalová         | Slovacchia    | 53.25 | PB    |
| 20  | 3        | 2      | Adelina Pastor         | Romania       | 53.30 |       |
| 21  | 1        | 7      | Gunta Latiševa-Cudare  | Lettonia      | 53.37 | SB    |
| 22  | 4        | 4      | Tamara Marković        | Serbia        | 53.41 |       |
| 22  | 3        | 8      | Katri Mustola          | Finlandia     | 53.41 |       |
| 22  | 4        | 3      | Maria Enrica Spacca    | Italia        | 53.41 |       |
| 25  | 4        | 7      | Line Kloster           | Norvegia      | 54.27 |       |
| 26  | 2        | 2      | Tara Marie Norum       | Norvegia      | 54.89 |       |
| 27  | 1        | 2      | Modesta Morauskaitė    | Lituania      | 55.87 |       |
| 28  | 3        | 6      | Amaliya Sharoyan       | Armenia       | 56.49 |       |
| 29  | 3        | 5      | Hristina Risteska      | Macedonia     | 57.47 | PB    |

### Semifinali
Le prime 3 di ogni batteria e i 2 migliori tempi.
| Pos | Batteria | Corsia | Nome                | Nazione       | Tempo | Note |
| --- | -------- | ------ | ------------------- | ------------- | ----- | ---- |
| 1   | 2        | 5      | Olha Zemlyak        | Ucraina       | 51.24 | Q    |
| 2   | 2        | 6      | Libania Grenot      | Italia        | 51.47 | Q    |
| 3   | 2        | 4      | Aauri Lorena Bokesa | Spagna        | 51.84 | Q    |
| 4   | 1        | 4      | Indira Terrero      | Spagna        | 52.07 | Q    |
| 5   | 2        | 7      | Marie Gayot         | Francia       | 52.11 | q    |
| 6   | 2        | 3      | Bianca Razor        | Romania       | 52.22 | q    |
| 7   | 2        | 8      | Agnė Šerkšnienė     | Lituania      | 52.32 |      |
| 8   | 1        | 6      | Christine Ohuruogu  | Gran Bretagna | 52.56 | Q    |
| 9   | 1        | 5      | Małgorzata Hołub    | Polonia       | 52.58 | Q    |
| 10  | 1        | 3      | Nataliya Pyhyda     | Ucraina       | 52.70 |      |
| 11  | 1        | 1      | Floria Guei         | Francia       | 52.82 |      |
| 12  | 1        | 7      | Esther Cremer       | Germania      | 52.83 |      |
| 13  | 2        | 2      | Justyna Święty      | Polonia       | 52.85 |      |
| 14  | 2        | 1      | Tatyana Veshkurova  | Russia        | 52.93 |      |
| 15  | 1        | 2      | Chiara Bazzoni      | Italia        | 53.50 |      |
| -   | 1        | 8      | Kseniya Zadorina    | Russia        | DNF   |      |

### Finale

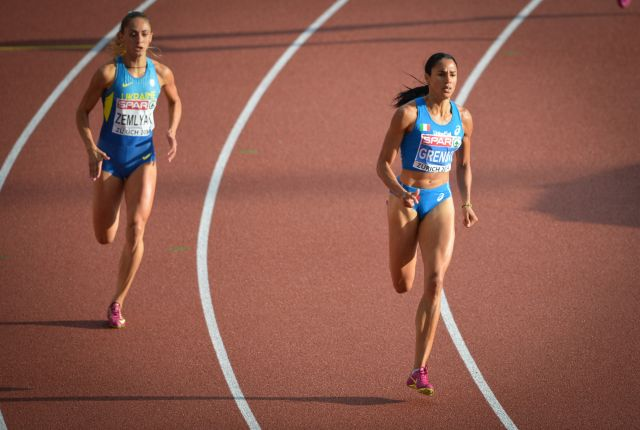
Libania Grenot e Olha Zemlyak

| Pos | Corsia | Nome                | Nazione       | Tempo | Note |
| --- | ------ | ------------------- | ------------- | ----- | ---- |
| 1   | 3      | Libania Grenot      | Italia        | 51.10 |      |
| 2   | 4      | Olha Zemlyak        | Ucraina       | 51.36 |      |
| 3   | 6      | Indira Terrero      | Spagna        | 51.38 | SB   |
| 4   | 5      | Christine Ohuruogu  | Gran Bretagna | 51.38 | SB   |
| 5   | 7      | Małgorzata Hołub    | Polonia       | 51.84 | PB   |
| 6   | 1      | Bianca Razor        | Romania       | 51.95 |      |
| 7   | 2      | Marie Gayot         | Francia       | 52.14 |      |
| 8   | 8      | Aauri Lorena Bokesa | Spagna        | 52.39 |      |